# 陸穩
陸穩（1517年—1581年），字汝成，號北川，浙江湖州府歸安縣人，明朝政治人物。

## 生平
嘉靖十九年（1540年）庚子科浙江鄉試第七十一名舉人。嘉靖二十三年（1544年）中式甲辰科會試第一百五十五名，登第二甲第五十一名進士。授刑部主事，歴员外郎、郎中，三十年恤刑福建，疏请释放抗倭不力而下狱的參將盧鏜、副使柯喬。三十一年出为四川副使、備兵建昌，獲流賊魁首白玉，陞江西右叅政、按察使、左右布政使。嘉靖四十年（1561年），广东张琏、林朝曦等地方武裝攻入江西，出没赣州、吉安两府。嘉靖四十年七月，陸穩被擢拔為都察院右副都御史、提督南贛汀漳軍務，遣南赣參將俞大猷袭击农民军营寨，萧晚、罗袍、林朝曦均阵亡。平亂後，加兵部右侍郎銜，兼右佥都御史，仍撫其地。不久，改任南京兵部侍郎，因江西巡按御史論劾，被罷歸，萬曆九年卒，年六十五。

## 家族
曾祖陸震，知州；祖父陸嵩，號省斋，弘治丙辰进士、南平县知縣；父陸階，號南山，醫官，封刑部主事。母陳氏。重庆下。弟陸秀、陸稷、陆秩。三子：用車、用輅、用駿。女婿臧懋衡。